# ۱۵۷ (عدد)

۱۵۷(صد و پنجاهو هفت) یک عدد طبیعی است که بعد از ۱۵۶ و قبل از ۱۵۸ قرار دارد.